# Sara Coffey
Sara Coffey é uma política norte-americana que serve na Câmara dos Representantes de Vermont desde 2019.